# Rudolf Szanwald
Rudolf "Rudi" Szanwald (Wenen, 6 juli 1931 – aldaar, 2 januari 2013) was een voetbaldoelman uit Oostenrijk.
Hij speelde 12 interlands en speelde mee op het WK van 1958 in Zweden. "Samba" speelde voor Wiener Sport-Club, FC Kärnten en FK Austria Wien. 
Szanwald werd 4 keer landskampioen.
In de jaren negentig was hij ook nog als assistent-coach werkzaam bij Austria Wien.
In 2013 overleed hij in het Evangelischen Krankenhaus in Wenen.